# Баацагаан
Баацагаан (монг.: Баацагаан) сомон в Баянхонгорському аймаці Монголії. Територія 7,4 тис. км²., населення 4,6 тис. чол.. Центр – селище Баянсайр розташовано на відстані 625 км від Улан-Батора, 125 км від Баянхонгора. Школа, лікарня, будинок культури.

## Клімат
Клімат різкоконтинентальний